# Paus Victor I
Victor I (Romeins Afrika, geboortedatum onbekend – sterfplaats onbekend, wrsch. 28 juli 199) was de veertiende paus van de Katholieke Kerk. Rond het jaar 190 werd hij tot bisschop van Rome gekozen. Waarschijnlijk was hij van Afrikaanse afkomst, maar volgens Hiëronymus was hij een Romein. 
Datgene wat zijn pontificaat het meest kenmerkt is dat het ambt van de bisschop van Rome uitgroeide tot belangrijkste macht binnen de Katholieke Kerk, waardoor men vanaf hier van een paus kan spreken. 
Dit komt tot uiting in de uniformering van de paasviering die tijdens zijn regeerperiode werd doorgevoerd. In Klein-Azië was men nog steeds gewend de avondmaalviering of "Pasen" (afgeleid van Pascha) op 14 nisan (de joodse Paasdatum) te vieren. (Deze christenen stonden daarom bekend als de quartodecimanen.) Dit werd door Victor I veroordeeld, en verplicht - op straffe van excommunicatie - naar de zondag na de 14e Nisan verzet. Hiermee kwam er een eind aan de tolerantie ten opzichte van de datum van de paasviering die bestond sinds Pius I de viering te Rome op een zondag zette. De heilige Irenaeus van Lyon wist hem te overtuigen dat excommunicatie een te zwaar middel was.
Theodotus de Oudere, aanhanger van het monarchianisme, verbande hij uit de kerkgemeenschap (eerste officiële excommunicatie). Hij trad ook op tegen de gnostiek.
Victor I voerde tevens het gebruik in van het Latijn als officiële taal in de plaats van het Koinè-Grieks in de Westerse Kerk.
Hij wordt in de Katholieke Kerk als een heilige vereerd.
Cursief: tegenpaus